# Modré kulové hvězdokupy

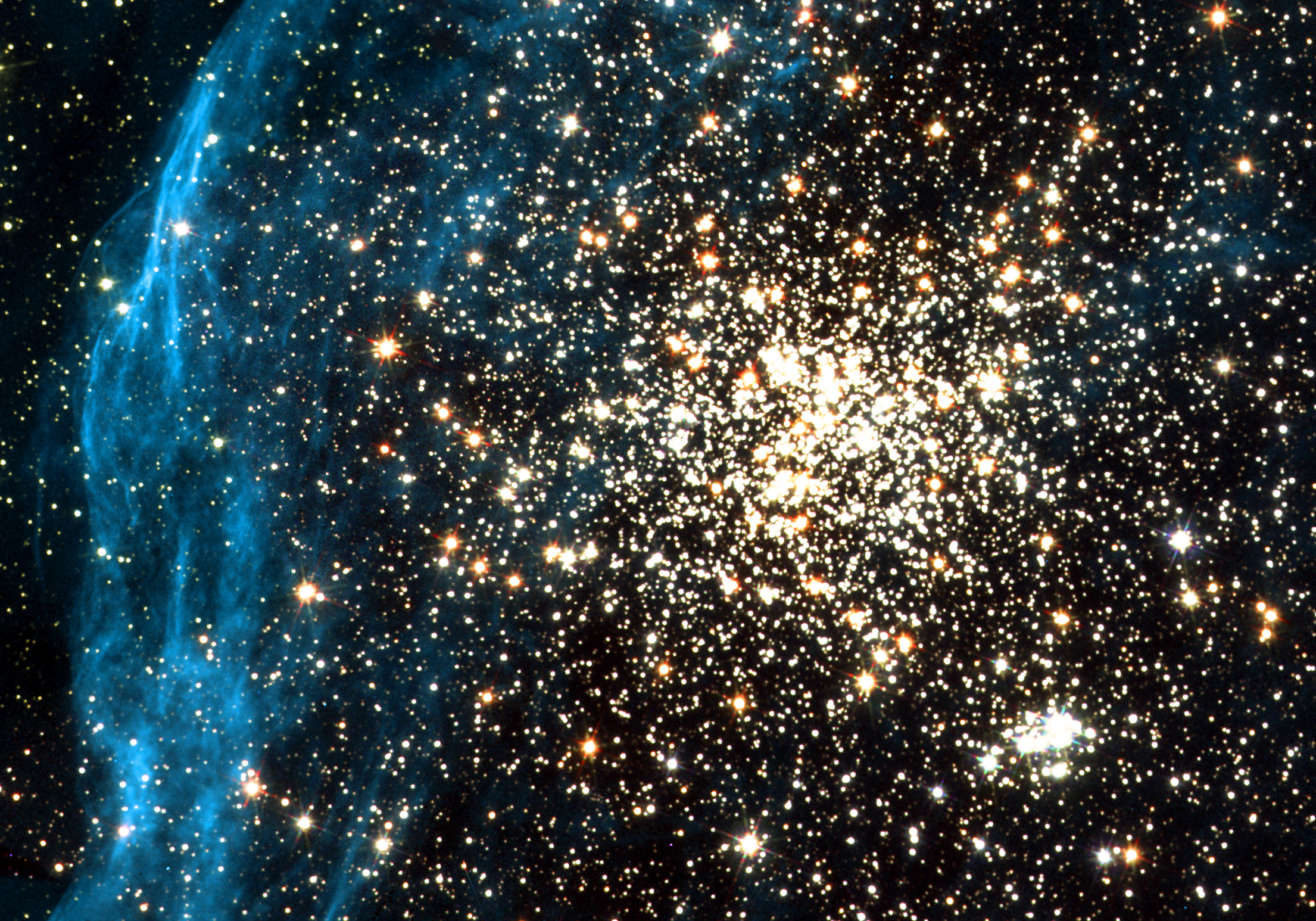
Dvojitá hvězdokupa NGC 1850 obsahuje mladší a menší modrou hvězdokupu (na obrázku v pravém dolním rohu).

Modré kulové hvězdokupy jsou velmi mladé útvary hvězd. Byly objeveny v Magellanových oblacích. Tvarem se shodují s normálními kulovými hvězdokupami, ale liší se od nich složením. Modré kulové hvězdokupy jsou složeny z modrých a bílých hvězdných obrů. V naší Galaxii jsou mladé jen otevřené hvězdokupy, zatímco všechny kulové hvězdokupy jsou staré, bez bílých a modrých hvězd. Proč se modré kulové hvězdokupy nevyskytují v naší Galaxiii, nevíme. Nejznámější modrou kulovou hvězdokupou je hvězdokupa NGC 1866 ve Velkém Magellanově oblaku.